# Stage Four
Stage Four è il quarto album in studio della band post-hardcore americana Touché Amoré. L'album è stato distribuito negli Stati Uniti e in Europa il 24 settembre 2016 tramite Epitaph. Il titolo dell'album si riferisce al fatto che è il quarto album della band, così come la madre del cantante Jeremy Bolm che morì di cancro, che è l'ispirazione principale per la maggior parte dei testi dell'album.

## Tracce
1. Flowers and You – 3:34
2. New Halloween – 3:28
3. Rapture – 3:12
4. Displacement – 2:11
5. Benediction – 3:40
6. Eight Seconds – 1:32
7. Palm Dreams – 2:27
8. Softer Spoken – 1:56
9. Posing Holy – 2:48
10. Water Damage – 3:53
11. Skyscraper – 3:53
12. Gather (traccia bonus) – 2:34